# Proyecto Venezuela
Proyecto Venezuela (también conocido por el acrónimo implementado en determinados comicios electorales; PRVZL) es un partido político venezolano de corte demócrata-cristiano, fundado en 1998 por Henrique Salas Römer, derivado de una escisión del partido COPEI. Llegó en su momento a ser uno de los primeros 5 partidos de oposición en Venezuela.
Proyecto Venezuela ha mantenido una posición crítica de la coalición opositora Mesa de la Unidad Democrática, de la cual forma parte. Sin embargo, su fundador, Henrique Salas Römer, fue integrante fundamental del G-5 de la Coordinadora Democrática que dirigió la campaña para llevar al Presidente Hugo Chávez al referéndum revocatorio.
En la actualidad no está habilitado para participar en elecciones.

## Historia

Antiguo logo de Proyecto Venezuela, utilizado inicialmente en las elecciones parlamentarias de 1998, siendo empleado hasta mediados de 2005.

La creación de Proyecto Avanza, del cual deriva Proyecto Venezuela, coincidió, y tuvo los mismos fundadores que Proyecto Carabobo, partido regional que en las elecciones de 1995 se convirtió en la primera fuerza política estatal con el primer triunfo de Henrique Fernando Salas Feo como gobernador, hecho que le permitió suceder a su padre, Henrique Salas Romer, quien había gobernado los dos periodos anteriores. Desplazado de este sitial por Proyecto Venezuela, Proyecto Carabobo se mantiene, sin embargo, como fuerza política regional.
Este partido tiene presencia en todo el país, pero particularmente en el Estado Carabobo donde ganó las elecciones regionales de 1998, 2000 y 2008 con Henrique Salas Feo como candidato. En las elecciones regionales de 2004 son derrotados pero obtienen el segundo lugar como partido con un 33,2% frente a un 33,5% del MVR. Sin embargo, numerosos indicios que sugieren que el triunfo del MVR y de su candidato, el General Luis Felipe Acosta Carlez, en 2004, fue fraudulento.

### Oposición al gobierno
Para el año 2000 Proyecto Venezuela era el quinto partido más grande de Venezuela (detrás del MVR, AD, MAS y COPEI), al igual que en 2004 (detrás del MVR, AD, PODEMOS y COPEI). El presidente del partido es Henrique Salas Feo que desde 2007 sustituyó a Jorge Sucre. Su Presidente Consejero es su líder histórico Henrique Salas Römer.
Proyecto Venezuela decidió abstenerse de participar en las elecciones presidenciales de 2006. En las elecciones regionales de 2008 vuelve a postular a Salas Feo a la gobernación carabobeña, ganando dicha nominación y volviendo al poder en el Estado Carabobo. En 2012 vuelven a postular a Salas Feo para la reelección, pero resulta derrotado por Francisco Ameliach.
Actualmente el vicepresidente de la formación política Carlos Berrizbeitia es el Segundo Vicepresidente de la Asamblea Nacional de Venezuela.

## Resultados electorales

### Presidencial
|  | 28.75 % |

|  | 28.75 % |

|  | 44.31 % |

|  | 49.12 % |

|  | 67.08 % |

### Parlamentarias
| Año  | # de votos                          | % de votos                          | Diputados    | +/-         | Senadores                 |
| ---- | ----------------------------------- | ----------------------------------- | ------------ | ----------- | ------------------------- |
| 1998 | 518,235                             | 10,2                                | 20/207       | Sin cambios | 3/54                      |
| 2000 | 309,168                             | 6,94                                | 6/165        | 14          | Legislaturas Unicamerales |
| 2005 | 5,645                               | 0,2                                 | 0/167        | 6           | Legislaturas Unicamerales |
| 2010 | 572,753                             | 3,5                                 | 3/165        | 3           | Legislaturas Unicamerales |
| 2015 | Participa bajo la tarjeta de la MUD | Participa bajo la tarjeta de la MUD | 2/167        | 1           | Legislaturas Unicamerales |
| 2020 | No participa                        | No participa                        | No participa | 2           | Legislaturas Unicamerales |

### Regionales
| Año  | # de votos   | % de votos   | Gobernadores | +/-          |
| ---- | ------------ | ------------ | ------------ | ------------ |
| 1998 | 301 613      | 6,08         | 1/23         | Sin cambios  |
| 2000 | 225 269      | 5,76         | 1/23         | Sin cambios  |
| 2004 | 295 566      | 4,56         | 0/22         | 1            |
| 2008 | 331 410      | 3,00         | 1/23         | 1            |
| 2012 | 145 228      | 1,65         | 0/23         | 1            |
| 2017 | No participa | No participa | No participa | No participa |
| 2021 | No participa | No participa | No participa | No participa |

### Alcaldes
| Año  | Alcaldes     | +/-         |
| ---- | ------------ | ----------- |
| 2000 | 6/332        | Sin cambios |
| 2004 | 2/332        | 3           |
| 2008 | 1/326        | 1           |
| 2013 | 3/335        | 2           |
| 2017 | No participó | 3           |

## Autoridades

### Diputados a la Asamblea Nacional
- Carlos Berrizbeitia, diputado principal por el estado Carabobo
- Deyalitza Aray, diputada suplente en calidad de encarga (en sustitución de Juan Miguel Matheus) por el estado Carabobo

### Consejos Legislativos
- Consejo Legislativo del Estado Carabobo - Neidy Rosal
- Consejo Legislativo del Estado Carabobo - Julio César Rivas

## Abstención
En las elecciones municipales y regionales del año 2017, su principal líder Henrique Salas Feo, anunció que el partido no participaría ni reconocería los resultados. Además anunció el rechazo a las elecciones presidenciales de 2018.